# 吳祖南
吳祖南，SBS，JP（1960年8月15日—2019年12月13日），香港環境研究學者及環境保育人士，曾任香港大學地理系副教授 。他曾擔任多個香港政府委員會的高級顧問，涉及範疇包括環境保育、可持續發展、城市規劃等多個領域。他亦是多個非政府環保組織的成員。在2000年至2019年期間，他曾擔任長春社董事。
吳祖南是香港第一代的環保人士 。他最著名的貢獻有1999年拯救塱原濕地保育運動，香港大學社會科學系「賽馬會惜水‧識河計劃」（JC-WISE）  以及荔枝窩可持續發展項目 。他曾榮獲香港特别行政區政府頒授銅紫荆星章及銀紫荆星章、以表揚他“積極參與公共及社區服務，表現卓越，尤其致力環境教學和研究，並在交通諮詢委員會及郊野及海岸公園管理局的工作上，貢獻良多”。

## 生平

### 早年生活和教育
吳祖南祖籍廣東順德，1960年生於香港。他在中環長大，父母是在利源東街販賣衣物的小販  。他於1978年從聖公會基恩小學畢業小，後就讀慈幼英文學校。他自小就對大自然有濃厚興趣，在就讀中學期間加入了香港童軍 。
中學畢業後，吳祖南遠赴英國蘭卡斯特大學讀書，主修環境科學。他於1983年獲得理學士（榮譽）學位，再於1987年獲得博士學位。 

### 學術生涯
1988年，吳祖南從英國返回香港，於香港城市理工學院（現稱香港城市大學）應用科學系擔任講師，開展他的教授生涯。
吳祖南於1999年加入香港大學地理系，擔任副教授。他教授的課程內容多樣，主要包括環境影響評估（EIA）、自然保護、可持續發展、水務治理等。他教授的“香港環境：問題與政策”課程，是當時少數專注於香港本土環境保護和可持續發展的大學課程 。2014年，吳祖南獲得香港大學長期服務獎，以表揚他在香港大學任教15年 。
吳祖南的學術研究項目主要集中於城市化對環境的影響、城市河水流域研究和水務治理 ，其研究成果曾發表在多個國際期刊，亦經常出席國際及美國國內的地理相關會議。
吳祖南曾擔任香港地理協會執行委員會委員逾十數年。 2014至2019年間，他擔任團結香港基金的顧問，主要就香港土地和房屋供應相關課題提供建議 。

### 九廣鐵路落馬洲支線事件（保育塱原濕地）

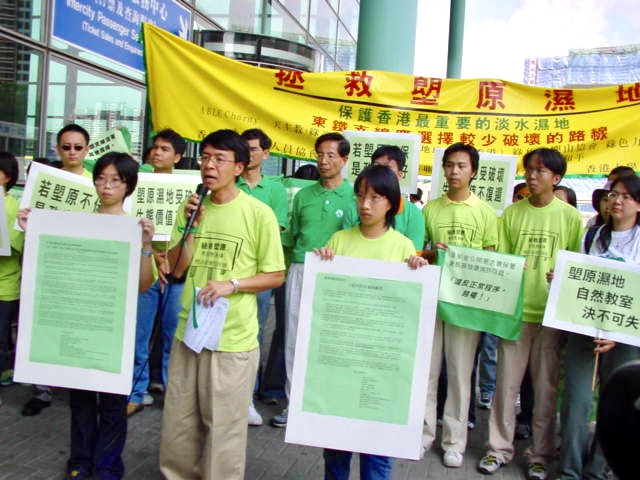
2000年10月8日，吳祖南在香港帶領“綠絲帶”運動

1999年，九廣鐵路公司決定興建落馬洲支線。最初期的計畫是以高架橋形式，直接穿越香港塱原濕地。此計畫當時受到各個環境關注團體反對，認為會破壞塱原的生境及地貌。香港觀鳥會曾表示，高架橋的興建極可能威脅到棲息於塱原內高達 210種鳥類和13種全球頻臨絕種生物 。
吳祖南當時擔任反對九鐵項目計畫的香港環保團體聯盟發言人。作為長春社主席，他致力游說各方支持“拯救塱原濕地 ”運動，並親自寫信給多位香港政府官員，敦促他们取消當時擬建高架橋的計畫。信中，他陳述當時九鐵的環境評估報告存在著多個矛盾和不足之處。他組織塱原實地考察，建議有其他方案，能既不破壞塱原濕地的自然生態和生物多樣性，又能建造到落馬洲支線 。2000年6月，吳祖南在香港電台節目《香港家書》中，公開表達自己對塱原的關注 。
2000年10月8日，吳祖南策劃了於紅磡站外的“綠絲帶行動”。當時，九鐵正在該站外舉辦公開展覽，宣傳落馬洲支線的高架橋建設 。多個香港環保團體和香港市民在紅磡站系上綠絲帶，抗議鐵路項目忽視生態保育 。
“綠絲帶行動”和“拯救塱原”運動引起了香港本地以及國際媒體的關注，《亞洲周刊》、《南華早報》、《星島日報》、《明報》、《蘋果日報》 和《東方日報》等各個新聞媒體都報導了吳祖南的貢獻。
2000年10月16日，香港環境保護署否决了九鐵的落馬州鐵路項目。《時代雜誌》將環保署此決定列為 2000 年“最佳環境新聞”前五名之一，形容此是香港“為數不多側重生態保育，而非經濟發展的事件”  。

### 「賽馬會惜水‧識河計劃」 （JC-WISE）
吳祖南曾擔任香港大學賽馬會惜水‧識河計劃（JC-WISE）的總監。計劃由香港賽馬會慈善信托基金資助，並由香港大學社會學學院主辦。該項目於 2016 年啟動，通過與香港地理學會、香港觀鳥會和綠色力量等組織的合作，促進“市民認識及關注節約用水及香港水資源可持續使用的重要性。”2017 年，吳祖南曾接受中国日报采訪，描述 JC-Wise 項目的重點和目標是鼓勵香港市民用“河流友好”的心態對待香港的河流，因為“每条河流都有自己的故事。我們希望把河流與社區重新連結起来。”
吳祖南亦是2018年香港生物多樣性節的主要參與者，曾帶領香港環境局局長黄錦星及公眾人士参觀林村河，了解該處生態恢復狀況  。

### 永續荔枝窩計劃
2010年代中旬，吳祖南與林超英合作，為擁有 400 年歷史的客家村荔枝窩進行活化發展計畫   。“永續荔枝窩”計畫。該項目在 2020 年聯合國教科文組織亞太區文物古蹟保護獎中，因其“在鄉郊永續發展的實踐中的開創性”而獲得“可持續發展特別貢獻獎”。

## 其他保育工作和公共服務

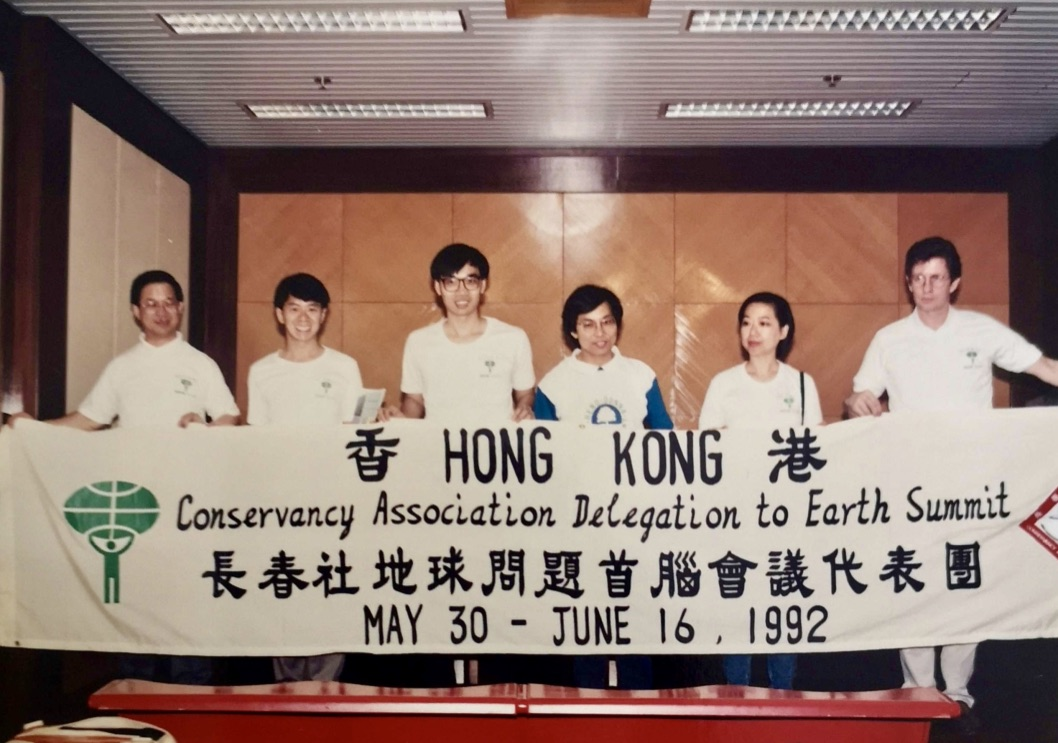
吳祖南（左二）與長春社代表團的其他成员員參加1992年地球高峰會

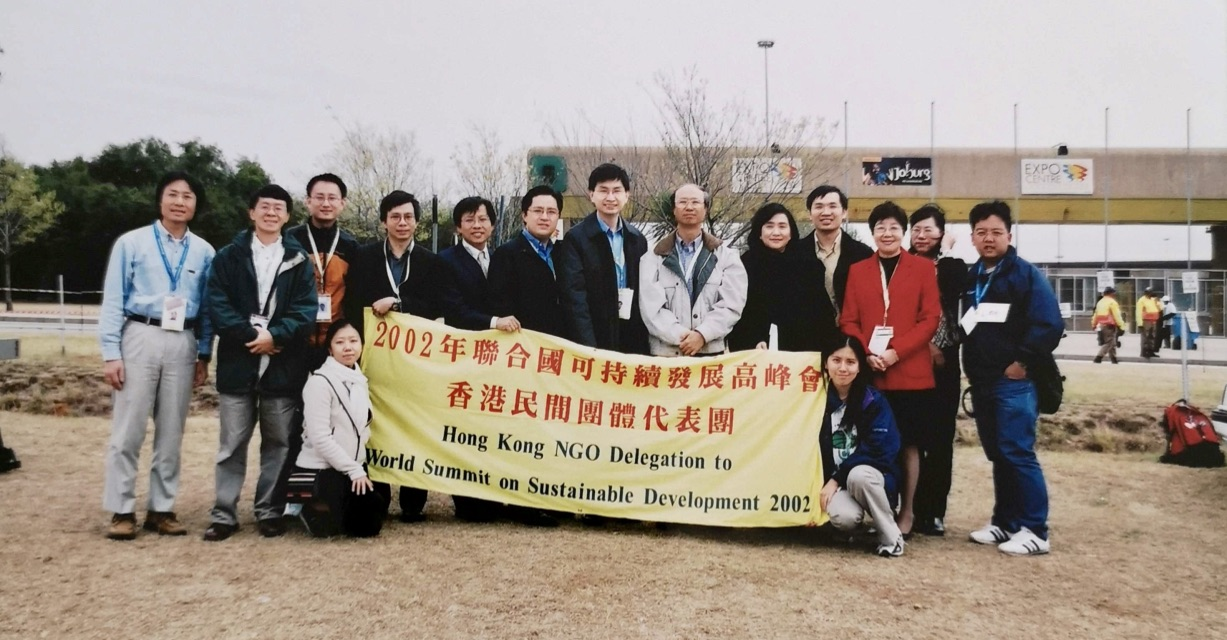
吳祖南（左二）與香港非政府組織代表團其他成員參加 2002年可持續發展世界首腦會議 （World Summit on Sustainable Development）

吳祖南被任命為多個委員會的成員。這些委員會主要就城市發展、綠化、古物古蹟保育和可持續發展相關的議題，為香港政府提供建議   。他曾擔任公職的團體包括城市規劃委員會 、土地供應專責小組 、郊野及海岸公園委員會、可持續發展委員會 、古物諮詢委員會、等。吳祖南亦曾擔任大埔鳳園蝴蝶保育區的榮譽顧問。
2000年代初，吳祖南是伍德羅·威爾遜國際中心環境變化與安全項目 非政府環保組織和記者論壇 的組織和參與者。論壇上討論了如何提升中國大陸、香港和台灣地區的“非政府環保組織的保育能力和環境報告的質量”   。
2012年，吳祖南擔任香港前行政長官梁振英競選團隊的環境顧問 。部分人認為他向梁提供的某些建議存在爭議，但他“相信新的領導人能在環境政策上作出改變”。吳祖南於2014年獲授予銀紫荆星章，表揚他“積極參與公共及社區服務，表現卓越，尤其致力環境教學和研究，並在交通諮詢委員會及郊野及海岸公園管理局的工作上，貢獻良多” 

### 米埔濕地
1990年代，吳祖南在擔任世界自然基金會香港分會米埔委員會主席期間，為米埔濕地取得濕地公約中“國際重要濕地”的資格及認可  。

### 香港觀鳥會
1990年代時，吳祖南陪同林超英一同前往中國大陸觀鳥，令吳祖南視觀鳥為終生興趣 。他於 1994 年成為香港觀鳥會委員會成員，並於 2004年至2019年間擔任該會副主席 。 2005 年，他有份成立國際鳥盟 香港觀鳥會中國計畫，在中國大陸推廣觀鳥和鳥類保育 。吳祖南每年都積極支持和參與世界自然基金會香港分會舉辦的 “觀鳥大賽” 。

## 個人生活

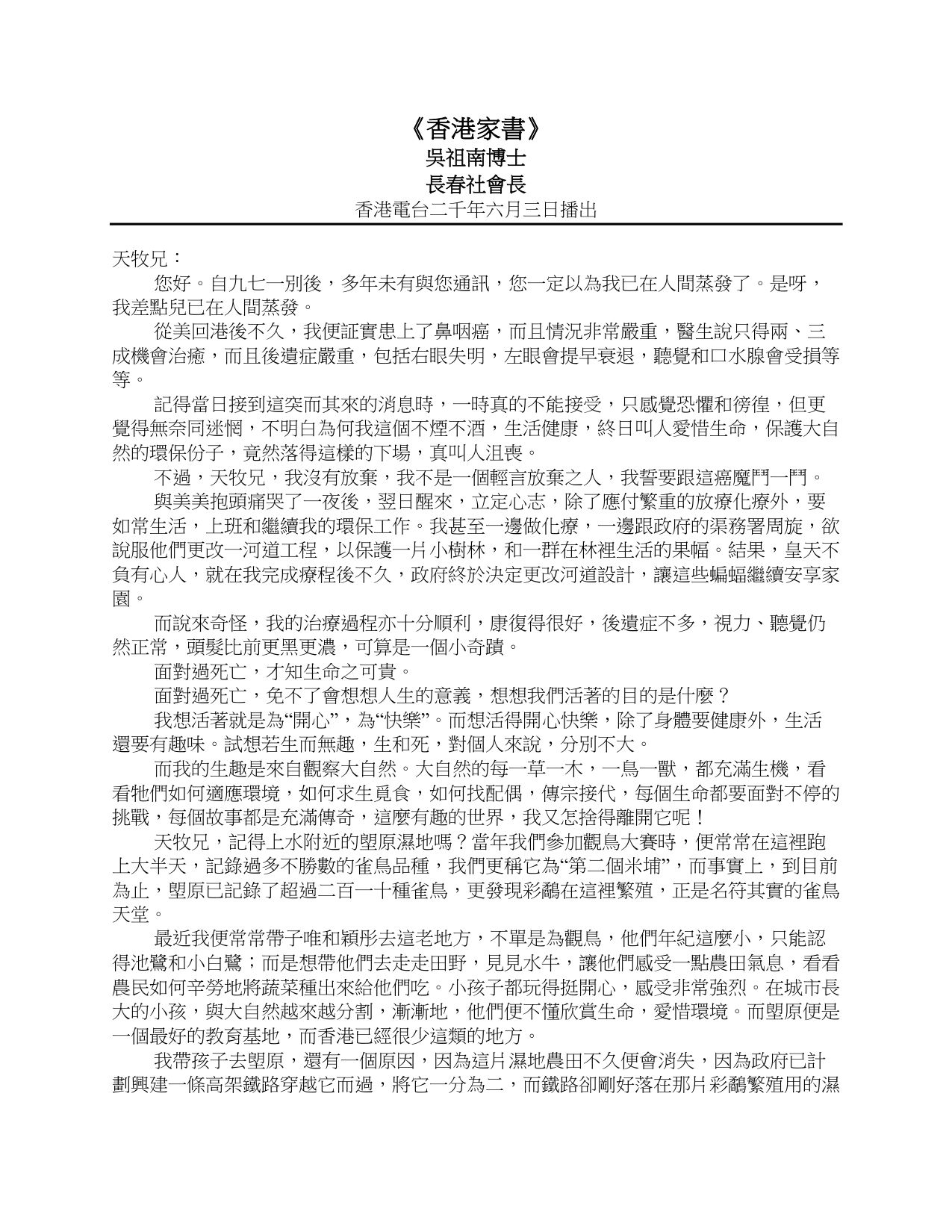

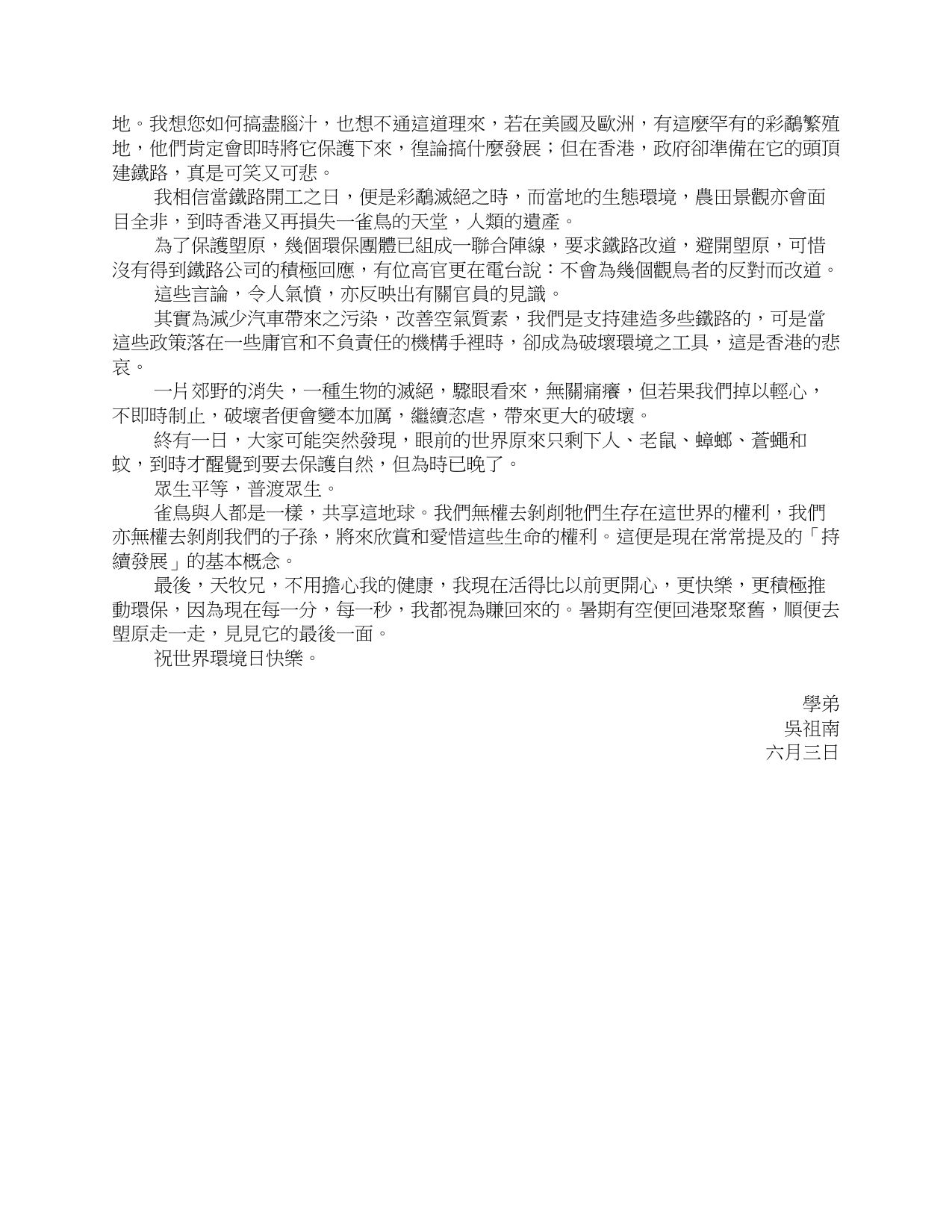

吳祖南和太太有兩名孩子。 1997年，吳祖南被診斷患有晚期鼻咽癌。即使與癌症搏鬥期間，他仍繼續大學教務，並擔任“拯救塱原濕地”運動的代言人。2000年6月3日，他在香港電台節目《香港家書》上讀出自己的文章，指他對環境的喜愛，以及他在保護環境，特别是塱原的保育運動中的投入，鼓勵了他更積極與癌症搏鬥 。
吳祖南於2018年至2019年期間，曾擔任母校慈幼英文學校鮑思高同學會的主席   。1989年，他亦曾擔任蘭卡斯特大學香港校友會會長 。2018年時，他榮獲香港童軍總會頒發“優異服務獎章”。
2019年12月13日，吳祖南於香港瑪麗醫院逝世，終年59歲 。多個香港政府高級官員就他去世的消息發表了新聞稿，讚揚他在環境保育上的付出和貢獻，感謝他“一直就城市發展與規劃、環境綠化、自然和文物保育等不同範疇，向政府提供寶貴意見，推動香港的可持續發展” 。

## 榮譽
- 2014年銀紫荆星章[65]
- 2009太平紳士[66]
- 2004年銅紫荆星章[67]

## 紀念獎
為紀念吳祖南，香港大學地理系於2020年設立了吳祖南環境可持續發展紀念獎。該獎項於每年頒發給在地理和環境科學領域有卓越表現及有志於此方面發展的香港大學應屆本科畢業生。

## 論文
- Xu, Q., Chen, J., Peart, M. R., Ng, C. N., Hau, B. C. H. and Law, W. W. Y. （2018） “Exploration of Severities of Rainfall and Runoff Extremes in Ungauged Catchments: A case study of Lai Chi Wo in Hong Kong, China.” Science of the Total Environment 634: 640–649. doi: 10.1016/j.scitotenv.2018.04.024 （页面存档备份，存于） PMID 29635206  （页面存档备份，存于）
- Xie, Y., Yu, X., Ng, C. N. and Fang, L. （2018） “Exploring the Dynamic Correlation of Landscape Composition and Habitat Fragmentation with Surface Water Quality in the Shenzhen River and Deep Bay cross-border watershed, China.” Ecological Indicators 90: 231–246. doi: 10.1016/j.ecolind.2017.11.051 （页面存档备份，存于）
- Qi, X., Fu, Y., Wang, R. Y., Ng, C. N., Dang, H. and He, Y. （2018） “Improving the Sustainability of Agricultural Land use: An Integrated Framework for the conflict between Food Security and Environmental Deterioration.” Applied Geography 90: 214–223. doi: 10.1016/j.apgeog.2017.12.009 （页面存档备份，存于）
- Wang, R. Y., Ng, C. N., Lenzer Jr, J. H., Dang, H. P., Liu, T. and Yao, S. J. （2016） “Unpacking Water Conflicts: A Reinterpretation of Coordination Problems in China’s Water Governance System.” International Journal of Water Resources Development 33（4）: 553–569. doi: 10.1080/07900627.2016.1197824 （页面存档备份，存于）
- Wang, R. Y., Z. Si, C. N. Ng, and S. Scott （2015） "The transformation of trust in China’s alternative food networks: disruption, reconstruction, and development." Ecology and Society 20（2）: 19. doi: 10.5751/ES-07536-200219
- Ng, Cho-nam and Ting-Leung. 1992. "The Environment," in The Other Hong Kong Report-1992, edited by Joseph Y.S. Cheng and Paul C.K. Kwong, pp. 365–382. Hong Kong: The Chinese University Press.